# Liră italiană
Liră italiană a fost unitatea monetară oficială a Italiei între 1861 și 2002. Între 1999 și 2002 a fost o subunitate naționala a monedei euro. Codul lirei în standardul ISO 4217 e ITL.

## Istorie
Lira datează de pe vremea lui Carol cel Mare. Ca și lira sterlină, ea reprezenta un pfund de argint, egal în aceea vreme cu 20 soldi sau 240 denari. Înainte de unificarea Italiei, multe state italiene foloseau lira ca unitate monetară. 
În 1954–1955 au fost introduse monedele cu valori nominale de 50 și 100 de lire din acmonital.